# Maskirani pljačkaš (2007.)
Maskirani pljačkaš je akcijski karate-film Bore Leeja. 
Snimanje je dovršeno 2007.
Premijerno je prikazan 26. ožujka 2007. na 6. RAF-u.
U ovom filmu, Bore Lee se vratio režiranju svojih filmova. Bore Lee je pored redateljske uloge, i koreograf za borbe, montažer, i prije svega, glavni glumac.
Film je snimljen na hrvatskom jeziku, u produkciji Udruge filmaša Sinj.
U ovom borilačkom filmu, ponavlja se klasični Borin predložak: zločinac koji hara među nedužnim stanovništvom. U ovom filmu, mjesto radnje je, nakon nekoliko filmova, opet u Cetinskoj krajini. Glavni negativac je maskirani pljačkaš i banda. Bore Lee, u svojstvu akcijskog junaka, opet uzima stvari u svoje ruke, braneći pošteni i radišni svijet svog rodnog kraja, uklonivši na koncu zlikovce s lica zemlje. 

## Vanjske poveznice
- Najava na 6. RAF-u  Arhivirana inačica izvorne stranice od 22. svibnja 2007. (Wayback Machine)